# Cala Rajada
Cala Rajada és una localitat turística del terme municipal de Capdepera, al Llevant de Mallorca. Segons el padró de 2011, constava de 6.239 habitants, encara que la població real augmenta molt durant la temporada d'estiu gràcies als turistes, la majoria procedents d'Alemanya. Per aquesta raó, el nucli de Cala Rajada és un dels més importants a nivell turístic de l'illa de Mallorca.
La distància amb la capital (Palma) és aproximadament d'uns 80 km. Cala Rajada és el punt més pròxim a l'illa de Menorca, i entre els anys noranta i el 2012 va existir una línia de ferri que connectava Cala Rajada amb el Port de Ciutadella en poc més d'una hora.
Les platges que hi ha prop del nucli són, en sentit contrari a les agulles del rellotge: La Pedruscada, Son Moll, Cala Rajada, Cala Gat, L'Olla, Cala Lliteres, Cala Agulla i Cala Moltó. A més de les cales, són importants el port esportiu on s'ha desenvolupat tradicionalment l'activitat de la pesca, el far de Capdepera, el Palau March, propietat de la família March i el passeig maritim, on també es troben bars, cafeteries i restaurants.
Segons l'Associació d'Hotelers de Capdepera, el municipi consta de 78 hotels que sumen un total de 15.528 places, encara que aquestes dades inclouen els hotels dels nuclis turístics Font de la Cala, Canyamel, Cala Gat i Cala Mesquida. El conjunt d'aquestes zones turístiques s'ha anomenat First Sun Mallorca, fent referència a la posició més oriental del municipi respecte de l'illa de Mallorca.
A mitjan mes de juliol se celebren les festes de la Mare de Déu del Carme (16 de juliol) i a meitat del d'agost se celebren les de Sant Roc (16 d'agost). En ambdues festes se celebren activitats, concerts i revetlles per tal d'atreure la gent del poble i turistes.
La localitat conté un col·legi públic d'educació infantil i primària (Col·legi S'auba), una escoleta d'infants de recent construcció, i un centre multiusos (Centre Cap Vermell) que inclou biblioteca, auditori, oficina de turisme, etc. A més, compta amb una unitat bàsica de salut situada a la Casa del Mar i l'església.
El punt central de la localitat se situa a la Plaça dels Pins, renovada el 2010, on es troba l'aturada de taxis. Connecta amb Capdepera per l'Avinguda Joan Carles I (Ma-15). També existeixen diferents aturades de bus que connecten la localitat amb diferents indrets del municipi i de l'illa per mitjà de la xarxa de Transports Públics de les Illes Balears (TIB). A més, durant l'estiu hi ha la xarxa de catamarà Cala Rajada - Ciutadella.

## Imatges

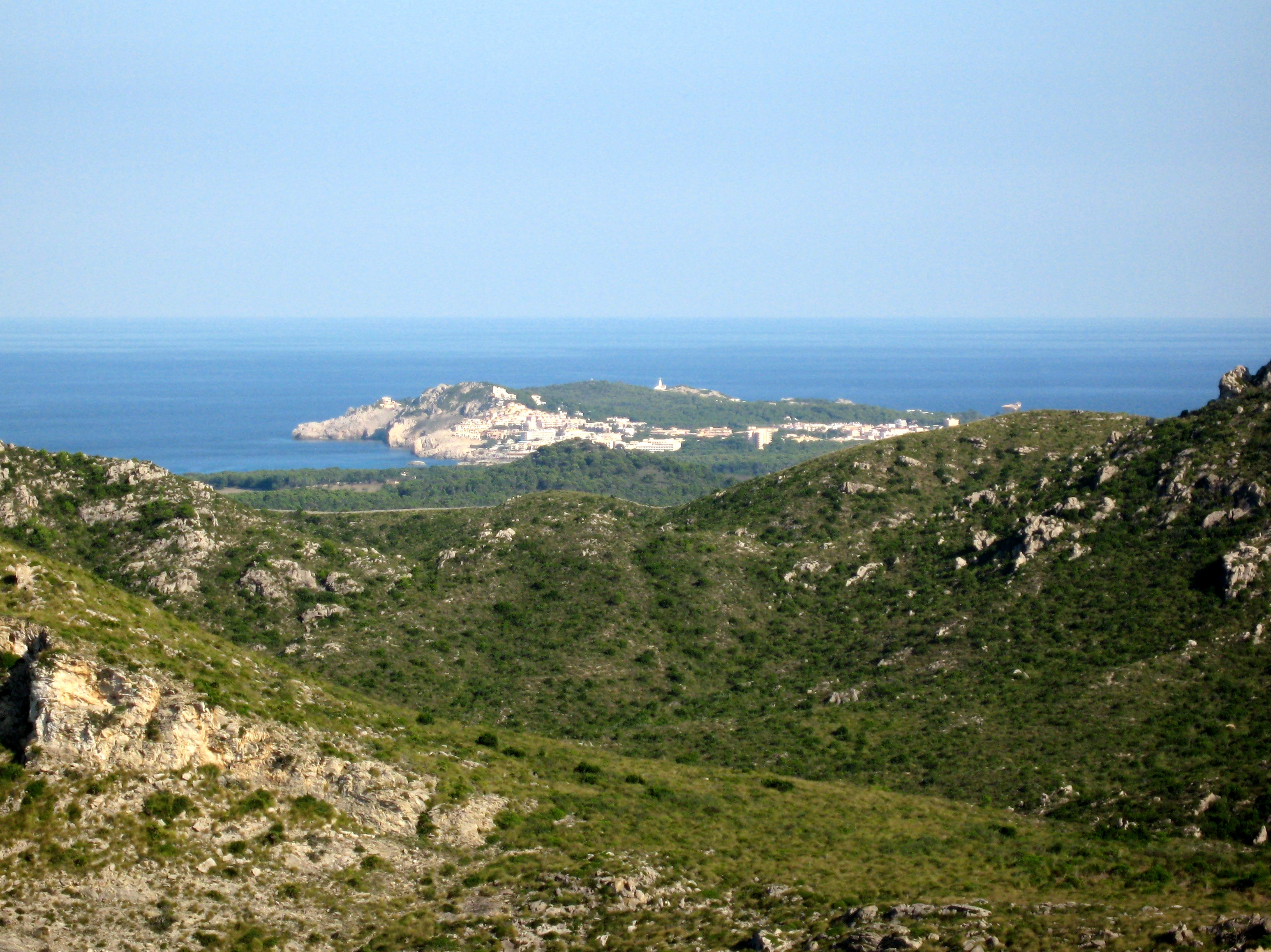
Vista de Cala Rajada des de l'oest
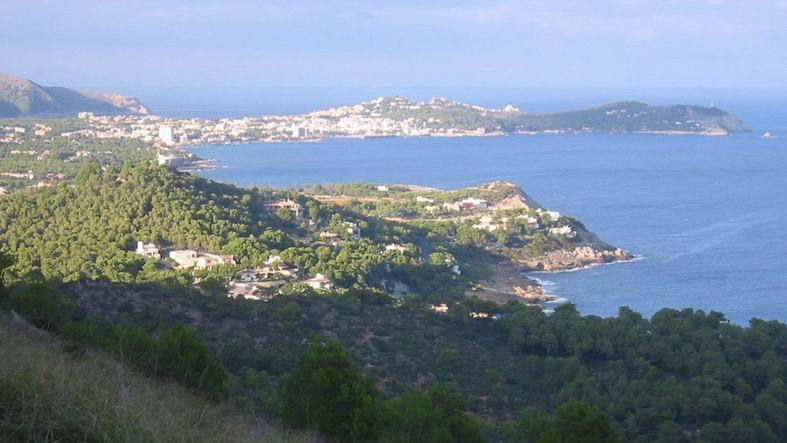
Vista des del sud
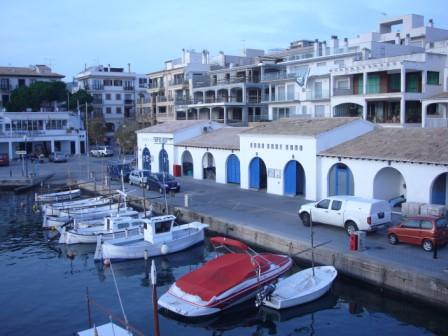
Moll
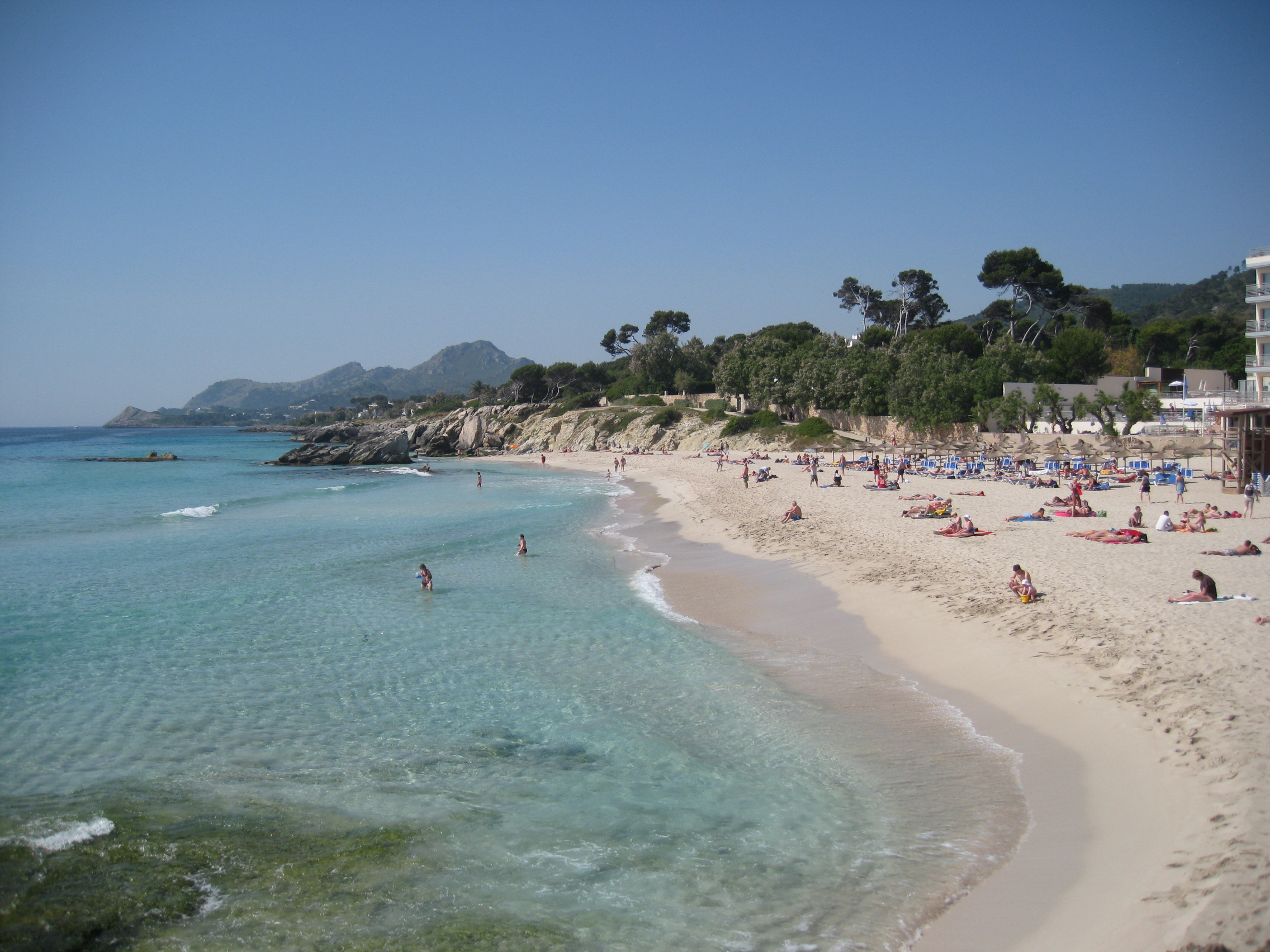
Platja de Son Moll